# Farga (olivera)

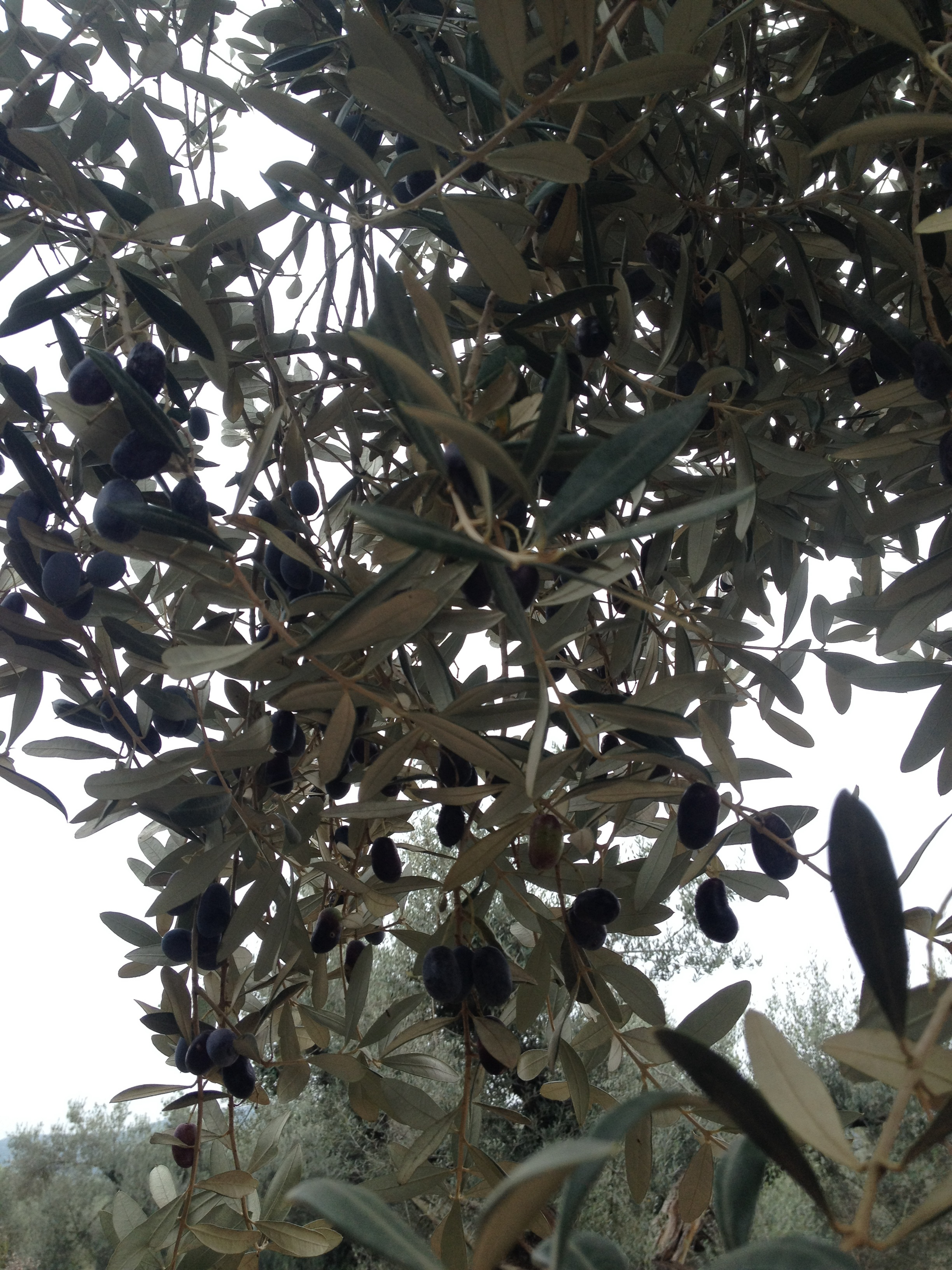
Olives fargues de la partida de l'Arión, a Ulldecona

La farga és una varietat d'olivera. El seu conreu s'estén per 20.000 ha a Castelló, 8.000 a Tarragona i Lleida.
És una varietat molt vigorosa que respon bé a una esporga forta emetent aviat noves branques. Tolera bé el fred hivernal i té una baixa capacitat dels esqueixos a l'hora d'emetre arrels, per la qual cosa hi ha un baix percentatge d'arrelament. Aquesta varietat és un bon portempelt per a les varietats que són poc vigoroses. És tardana en entrar en producció i la maduració de l'oliva és precoç. La seua productivitat és elevada i alterna (afectada per la contranyada). De difícil collita mecànica per l'alta resistència a l'hora de desprendre's de l'arbre que tenen les seves olives, que són de pes mitjà i de forma allargada.
Per a oli que és d'òptima qualitat però de difícil extracció en les diverses operacions en el trull.